# Автодозор
Автодозор — громадська організація  автомобілістів, створена в Києві в 2014 році. Організація була стихійно сформована під час Європейської революції в Україні, і брала активну участь в Євромайдані.
Під час Російської інтервенції в Україну 2014 організація включилася в активну патріотичну діяльність щодо захисту інтересів українських громадян. Осередки "АвтоДозора" існують в декількох містах України, зокрема в Києві, Одесі, Білій Церкві.

## Виникнення
Громадська організація "АвтоДозор" сформована в 2014 році в результаті розколу Автомайдана після низки провальних акцій , трагічного розгону в Черкасах 27 січня 2014, і подальшої діяльності самопризначеного штабу. Організація "АвтоДозор" була створена і діяла виключно в інтересах протестуючих, повністю взявши на себе мобільне забезпечення потреб Євромайдана. Діяльність "АвтоДозора" проходила в умовах суворої секретності. 
|  | Мы киевский автодозор, который 3 месяца работает для "Майдана". Мы работали в подполье, мы не светились, мы делали работу |

Офіційним днем народження організації вважається перше публічне звернення до громадськості на з'їзді форума Євромайданов в Одесі 15 лютого 2014 . До того часу організація "АвтоДозор" вже була широко відома своїми діями серед інших громадських організацій, структур та активістів Євромайдана.

## Участь у подіях Євромайдану
- Транспортне забезпечення[10] потреб Євромайдана: дровами, медикаментами, продуктами харчування, бензином, скляними пляшками для виготовлення коктейлю Молотова, шинами.
- Транспортування медиків до різних місць активних дій, поранених до місць надання термінової допомоги. |  | Огнестрельные ранения, переломы, рваные, колотые раны. Люди умирали, мы просто накрывали их и продолжали заниматься живыми. Очень помогал Автодозор, ребята до последнего момента вывозили раненых |
- Перевезення бійців Самооборони Майдану.
- Цілодобове патрулювання міста з метою визначення місць дислокації, запобігання незаконних дій, затримання, знешкодження тітушек, запобігання нічних підпалів транспортних засобів активістів і мирних громадян.
- Розвідка. Інформування мітингувальників про розташування та пересуваннях силових підрозділів. Попередження медичних установ, в яких перебували поранені, про наближення міліції та "Беркута".

## Акції
- Спільне патрулювання[12] з ДАІ. Після закінчення активної фази протистояння, для відновлення порядку в місті, "АвтоДозор" ініціював спільне патрулювання вулиць Києва із співробітниками ДАІ, які кілька днів боялися вийти на дороги.
- 14 березня 2014 "АвтоДозор" організував і провів пікет[13] під будівлею Верховної Ради України з вимогою до депутатів негайно почати виконувати свої безпосередні обов'язки щодо врегулювання ситуації в країні.
- 16 березня 2014 "АвтоДозор" пікетує[14] російські автозаправки. Мета акції - звернути увагу громадськості на міжнародну кризу між Україною і Росією. Гасло акції "Стоп війні".
- 26 березня "АвтоДозор" пікетує офіси банків з російським капіталом[15]
- Збір і доставка гуманітарної допомоги[16] українським військовим на території Криму
- Евакуація українських військовослужбовців[17] з території Криму
- 5 квітня "АвтоДозор" колоною з 32 автомобілів здійснив автопробіг за маршрутом Київ - Гончарівське - Київ. Метою поїздки було відвідування військових частин Збройних сил України, проведення концертів для солдатів і офіцерів, доставка великої партії матеріальної допомоги, зібраної на народні пожертвування[18].
- 12 квітня "АвтоДозор" провів акцію "Алея Небесної сотні" під час якої було висаджено каштанів на знак пам'яті Героїв Небечной Сотні[19]
- 12 квітня активісти "АвтоДозору" пікетували засідання Ради національної безпеки і оборони з вимогою зупинити агресію Росії на сході України[20].
- Спорудження і охорона блок-постів на під'їздах до Києва[21]

Порядок следования разделов см.
Википедия:Оформление статей#Структура статьи
-->